# Nuit debout
Nuit debout (em português: noite a pé ou noite de pé) é um movimento social francês que começou em 31 de março de 2016, decorrente de protestos contra as reformas trabalhistas propostas conhecidas como a lei El Khomri ou Loi travail. O movimento foi organizado em torno de um objetivo geral de "derrubar o projeto de lei El Khomri e para o mundo que ele representa". Ele tem sido comparado ao movimento Occupy Wall Street nos Estados Unidos e ao movimento antiausteridade espanhol 15-M ou Indignados.
O movimento está concentrado na Place de la République, localizada em Paris, onde manifestantes realizaram assembleias noturnas na sequência do protesto de 31 de março. O movimento se espalhou para dezenas de outras cidades e vilas na França, bem como para os países vizinhos na Europa e para países mais longe.